# Radio fréquence Jura
 (mars 2025).
La mise en forme du texte ne suit pas les recommandations de Wikipédia : il faut le « wikifier ».
Les points d'amélioration suivants sont les cas les plus fréquents. Le détail des points à revoir est peut-être précisé sur la page de discussion.
- Les titres sont pré-formatés par le logiciel. Ils ne sont ni en capitales, ni en gras.
- Le texte ne doit pas être écrit en capitales (les noms de famille non plus), ni en gras, ni en italique, ni en « petit »…
- Le gras n'est utilisé que pour surligner le titre de l'article dans l'introduction, une seule fois.
- L'italique est rarement utilisé : mots en langue étrangère, titres d'œuvres, noms de bateaux, etc.
- Les citations ne sont pas en italique mais en corps de texte normal. Elles sont entourées par des guillemets français : « et ».
- Les listes à puces sont à éviter, des paragraphes rédigés étant largement préférés. Les tableaux sont à réserver à la présentation de données structurées (résultats, etc.).
- Les appels de note de bas de page (petits chiffres en exposant, introduits par l'outil «  Source ») sont à placer entre la fin de phrase et le point final[comme ça].
- Les liens internes (vers d'autres articles de Wikipédia) sont à choisir avec parcimonie. Créez des liens vers des articles approfondissant le sujet. Les termes génériques sans rapport avec le sujet sont à éviter, ainsi que les répétitions de liens vers un même terme.
- Les liens externes sont à placer uniquement dans une section « Liens externes », à la fin de l'article. Ces liens sont à choisir avec parcimonie suivant les règles définies. Si un lien sert de source à l'article, son insertion dans le texte est à faire par les notes de bas de page.
- La présentation des références doit suivre les conventions bibliographiques. Il est recommandé d'utiliser les modèles {{Ouvrage}}, {{Chapitre}}, {{Article}}, {{Lien web}} et/ou {{Bibliographie}}. Le mode d'édition visuel peut mettre en forme automatiquement les références.
- Insérer une infobox (cadre d'informations à droite) n'est pas obligatoire pour parachever la mise en page.

Pour une aide détaillée, merci de consulter Aide:Wikification.
Si vous pensez que ces points ont été résolus, vous pouvez retirer ce bandeau et améliorer la mise en forme d'un autre article.
 (février 2022).
Si vous disposez d'ouvrages ou d'articles de référence ou si vous connaissez des sites web de qualité traitant du thème abordé ici, merci de compléter l'article en donnant les références utiles à sa vérifiabilité et en les liant à la section « Notes et références ».
RFJ est une radio privée suisse de langue française. Généraliste et privilégiant l’information de proximité, la radio a une vocation de service public. Fondée en 1984, elle émet en FM dans le canton du Jura, La Chaux-de-Fonds, une partie du Jura bernois, ainsi qu’en DAB+, depuis 2014, dans toute la Suisse romande. Ses studios sont situés à Delémont, dans le canton du Jura. Elle appartient jusqu’en 2023 au groupe de Pierre Steulet, administrateur de BNJ FM, composée également de RJB, RTN et de BNJ Suisse SA (GRRIF). En 2025, elle obtient à nouveau et pour les 10 prochaines années la concession octroyée par l’OFCOM pour la région du Jura Suisse. RFJ compte une cinquantaine de collaborateurs (35 postes à plein temps).

## Historique
Les premières ébauches d'une radio jurassienne émergent en 1976 au sein d'une commission réunissant des journalistes professionnels et des participants à l'expérience de télévision locale menée lors de l'Assemblée constituante jurassienne.
À partir de là, plusieurs projets de stations de radio voient le jour. Finalement, deux d'entre elles sont fondées : Radio Jura 2000 et Radio Jura, qui déposent chacune une demande de concession pour la région du Jura en 1982. C’est Radio Jura 2000 qui obtient la concession et s’associe quelque temps plus tard avec Radio Jura. La célèbre phrase « C’est parti mon kiki, Fréquence Jura est née » marque l’arrivée de la station sur la bande FM le 18 février 1984 à 11 h 30. Depuis ses débuts, Pierre Steulet en assure la direction.
En 2008, BNJ FM obtient une concession octroyée par le Conseil fédéral pour ses trois programmes - RJB, RTN et RFJ. Une année plus tard, RFJ est l’une des premières radios francophones au monde avec RTN et RJB à se voir remettre la certification ISAS BC 9001, dont le système de la gestion de la qualité vise à répondre de la meilleure manière aux attentes des auditeurs.
En 2024, l’OFCOM attribue la concession de la zone « Jura » à RFJ. Celle-ci continuera donc à remplir son rôle de service public jusqu’en 2034.
La même année, RFJ fête ses 40 ans à travers une série d’évènements et d’émissions spéciales.

## Style de la radio
RFJ adopte une couleur musicale pop-rock et propose une programmation généraliste, attirant un auditoire varié qui évolue au fil de la journée. Destinée à un large public, elle séduit toutes les générations. Ses émissions accordent une place centrale au divertissement et à l'information. L'actualité locale est mise en avant, tout en couvrant également les principaux sujets nationaux, internationaux et sportifs.
La majeure partie des revenus de RFJ sont issus de la publicité commercialisée par la régie BNJ Publicité SA. Pour répondre à sa mission de service public de proximité, RFJ est également bénéficiaire d’une quote-part de la redevance Radio-TV.

## Audience moyenne
En 2024, RFJ compte quotidiennement plus de 39'400 auditeurs en moyenne dont la durée d'écoute est de 68 minutes.

## Extension à la Suisse romande via la technologie DAB+
RFJ est l’un des programmes du second bouquet numérique de Suisse romande, diffusé via la technologie DAB+ dès le 16 avril 2014. Les 22 sites de diffusion du canal 10b permettent à la station de couvrir l’essentiel de la Romandie.
Après décision du Conseil Fédéral d’arrêter la FM, Les Radios Régionales Romandes (RRR) prévoient d’arrêter la diffusion en FM en novembre 2026. Elles tiennent compte, d’une part, du fait qu’un peu moins d’un quart de la population en Suisse romande écoute encore la radio via la FM et, d’autre part, de la forte concurrence que représente la présence des stations françaises sur cette bande.